# Фридлянд, Григорий Самойлович
Цви (Григорий Самойлович) Фридлянд (при рождении Гирш Сроль-Шмуйлович Фридлянд; 27 сентября 1897, Минск — 8 марта 1937, Москва) — советский историк, первый декан исторического факультета МГУ (1934—1936). Автор научных трудов по истории французских революций. Расстрелян в 1937 году. Реабилитирован посмертно. 

## Биография
Родился в семье рабочего-щетинщика.
В 1913 году поступил учиться на юридический факультет Петроградского психоневрологического института. 
Как отмечают, особое влияние на него оказали семинары В.А. Бутенко - ученика Кареева.
Состоял в еврейской социал-демократической партии Поалей Цион до 1921 года, в 1917—1919 годах был членом её центрального комитета. В 1917 году активно работал при Петроградском Совете, затем был членом ЦИК Литовско-Белорусской республики. С 1921 года член РКП(б).
Некоторое время обучался в Институте красной профессуры под руководством М. Н. Покровского и А. Н. Савина. С 1922 года преподавал в I МГУ, Институте красной профессуры, Коммунистическом университете имени Я. М. Свердлова, где вскоре возглавил кафедру истории Запада. 1 июня 1934 году стал деканом исторического факультета Московского государственного университета.
Основной сферой научных интересов была история Великой французской революции. В 1934 году вышли его монографии «Жан-Поль Марат и гражданская война XVIII века» и «Дантон».
До ареста проживал : Москва, ул. Садовая-Каретная, 3-й Дом Советов, кв. 3.
Арестован 1 мая 1936 года. «Следствие» по делу Фридлянда вел ст. лейтенант ГБ И. М. Кедров. Протокол допроса Г. С. Фридлянда от 8 августа 1936 года. Внесен в Сталинский расстрельный список «Москва-центр» от 27 февраля 1937 года по 1-й категории. 7 марта 1937 года Военной коллегией Верховного суда СССР приговорён к расстрелу по обвинению «в участии в контрреволюционной террористической организации». Расстрелян 8 марта 1937 года в группе осужденных ВКВС СССР. Место захоронения - «могила невостребованных прахов» № 1 крематория Донского кладбища в Москве. Определением ВКВС СССР от 21 ноября 1956 года посмертно реабилитирован.

## Память
В мае 2016 года в Москве на фасаде дома № 3 по Делегатской улице был установлен мемориальный знак «Последний адрес» профессора Григория Самойловича Фридлянда.

## Семья
- Жена — Нехама (Надежда) Львовна Фридлянд, урождённая Цитрина (1891—1969), родом из Лодзи; арестована 10 декабря 1937 года, осуждена на пять лет ИТЛ как член семьи изменника Родины[8].
  - Дочь — Ида Григорьевна Фридлянд (1919—1995, в замужестве — Пробатова), ихтиолог, кандидат биологических наук. Сын Иды Григорьевны — Михаил Александрович Пробатов (1946, Москва—2014, Париж)[9].
  - Сын — Феликс Григорьевич Светов (1927—2002), русский писатель, диссидент.
- Сын — Сергей Григорьевич Гуревич (1934—2021)[10][11], учёный-электротехник. Его мать — Ада Евсеевна Гуревич[12] (1907—1994), работала в Музее революции, а после рождения сына переехала в Ленинград[13].  Сын Сергея Григорьевича — Александр Сергеевич Гуревич, поэт, переводчик.

## Основные работы
- «История Западной Европы, 1789—1914» (чч. 1-2; М., 1923; 2-е изд. 1928—1930)
- «История революционного движения Западной Европы. 1789—1914: хрестоматия» (1924; 6-е изд. 1931; совм. с А. Г. Слуцким)
- Марат до Великой Французской революции (М., 1926)
- «Антисемитизм» — статья в БСЭ, 1-е изд., 1926, т. 4
- Европа в эпоху промышленного переворота. 1789—1870 (Харьков, 1931)
- Европа и Северо-Американские Штаты эпохи промышленного капитализма (Харьков, 1931)
- «А. Виноградов обучает комсомол» // Литературная газета, 1933, № 16.
- Жан-Поль Марат и Гражданская война XVIII в. (М.-Л., 1934):
- Дантон (М.-Л., Жургаз, 1934. (ЖЗЛ); М.: Соцэкгиз, 1935; М.: Наука, 1965)